# Banggle (Sukorame)
Banggle is een bestuurslaag in het regentschap Lamongan van de provincie Oost-Java, Indonesië. Banggle telt 1436 inwoners (volkstelling 2010).